# 青羊宫
青羊宫是中國一座道教廟宇，位于四川省成都市青羊区一环路西二段9号，侧依锦江，被誉为“川西第一道观”、“西南第一丛林”，是全国著名的文物旅游景点和游览胜地，西南地区最大道观。文物有：斗姆殿、八卦亭、铜质青羊、吴道子绘画本吕祖石刻像、張三丰像以及宫内珍藏的《道藏辑要》经版等。成都市的青羊区以此得名 。2002年12月27日公佈為四川省文物保護單位。
传说老子與其門徒尹喜約在此地，講授《道德经》。

## 历史

1935年的青羊宫

青羊宫始建于东周楚昭王二十五年（公元前491年），原名青羊肆，據說是一個市場。「青羊」之名，是因為有青帝部下的仙童化身為青羊，在此地顯靈。樂朋龜《西川青羊宮碑銘》說：“太清仙伯敕青帝之童，化羊于蜀國。”
初唐时期青羊宫名玄中观。唐朝中和元年（公元881年）黃巢之亂，唐僖宗避难于蜀中，曾将此作为行宫，并修斋设醮以行祭祀之仪。待他重返长安后，为感“太上平中和灾”之恩典，特下诏令，赐钱二百万以拨款增建玄中观，大建殿宇，并下令改玄中观为青羊宫，五代時一度稱為青羊觀，後又改回青羊宮。
至明朝，蜀中战乱频繁，唐朝所建殿宇毁于天灾兵焚。现存建筑为清代康熙六至十年（1667-1671）陆续重建。其东侧花园因传有吕洞宾、韩湘子二仙显迹于此，故康熙年间增建庙宇，名二仙庵，是为全真道龙门派丹台碧洞之祖庭，为当时中国西南地区道教文化的传播交流中心。

## 特点

### 铜铸青羊
三清殿前有两只铜铸青羊，它们是青羊宫的镇观之宝，左侧为单角青羊，右侧为双角青羊。单角青羊包含了十二生肖的特征，有鼠耳、牛身、虎爪、兔背、龙角、蛇尾、马嘴、羊胡、猴头、鸡眼、狗肚、猪臀。单角青羊为雍正元年，清朝大学士张鹏翮捐赠。双角青羊是成都信徒张柯氏延于道光九年捐赠。
三清殿前的这两只铜羊，因當地有「摸羊肚、羊头，即可消除人的肚痛、头痛」之說，因此被人们摸得闪闪发光。

## 图集

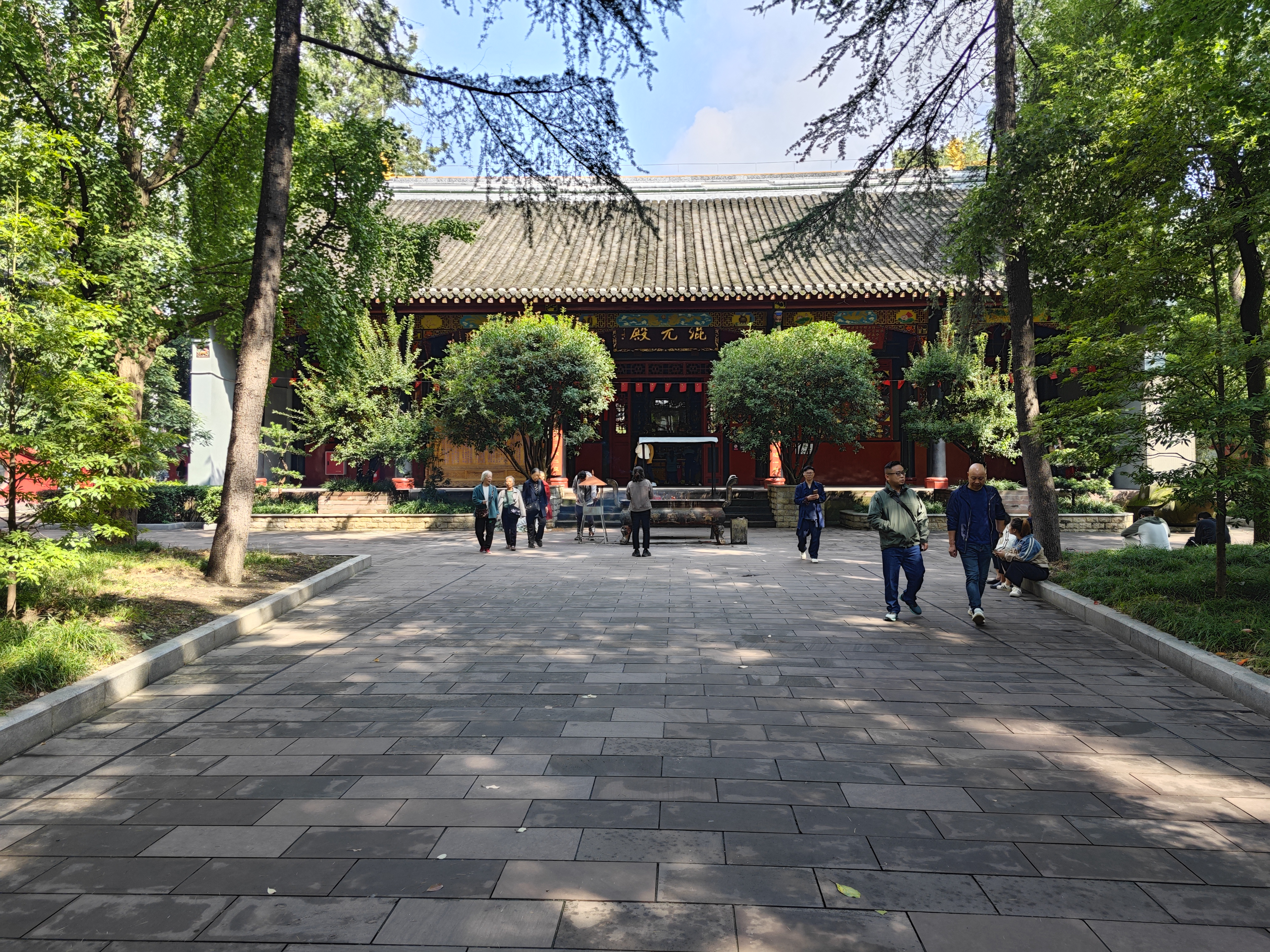
混元殿
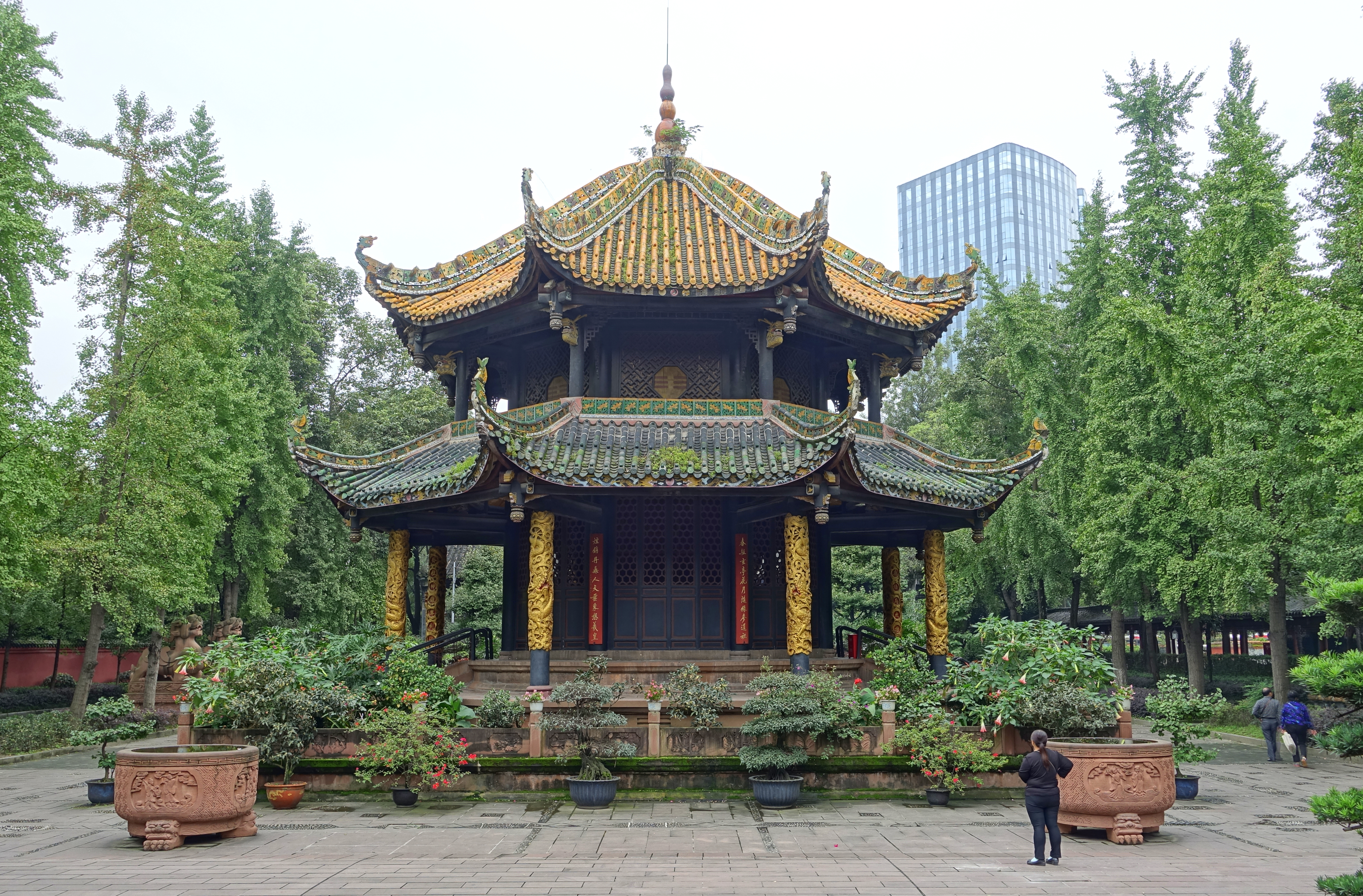
八卦亭
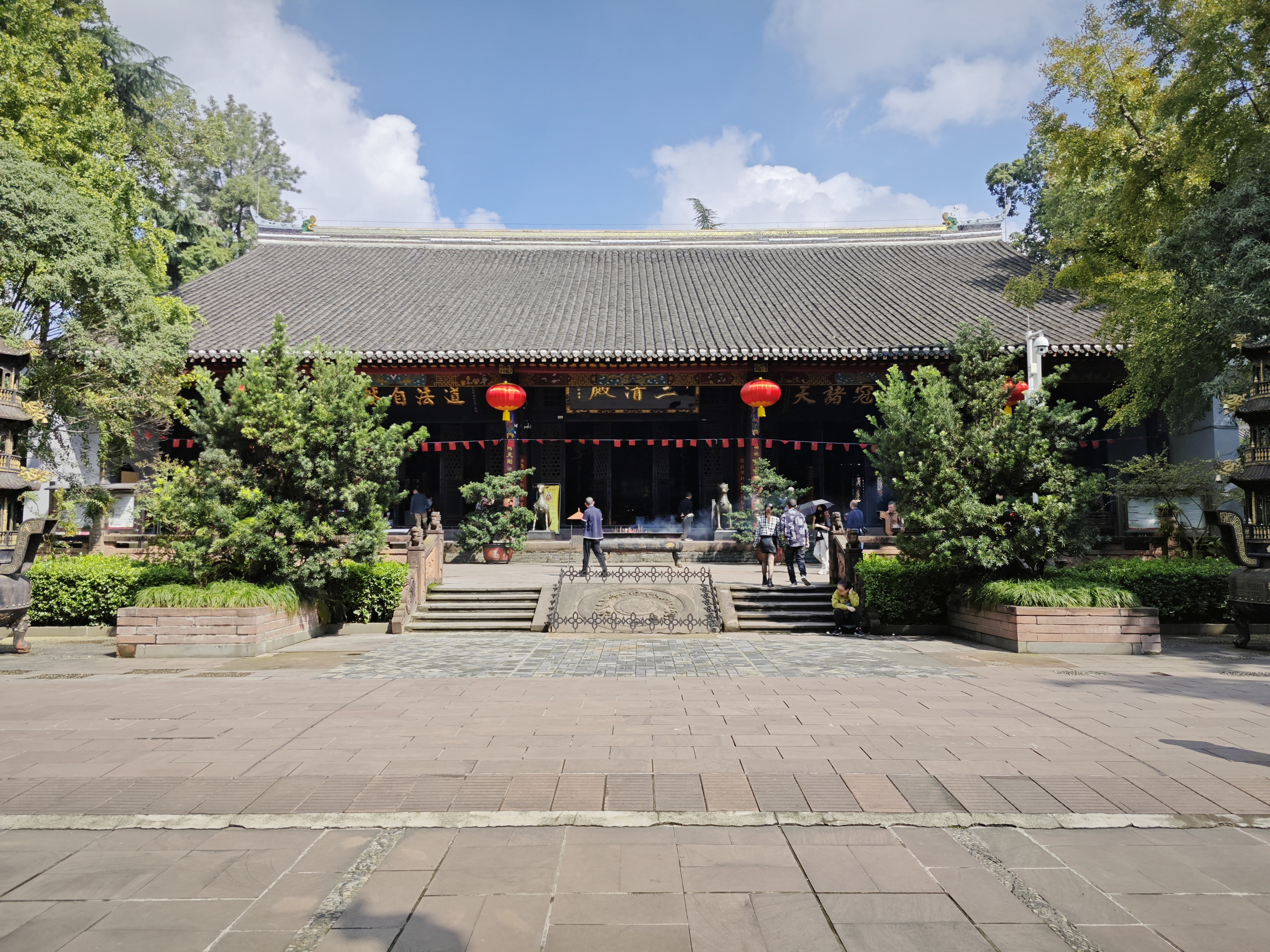
三清殿
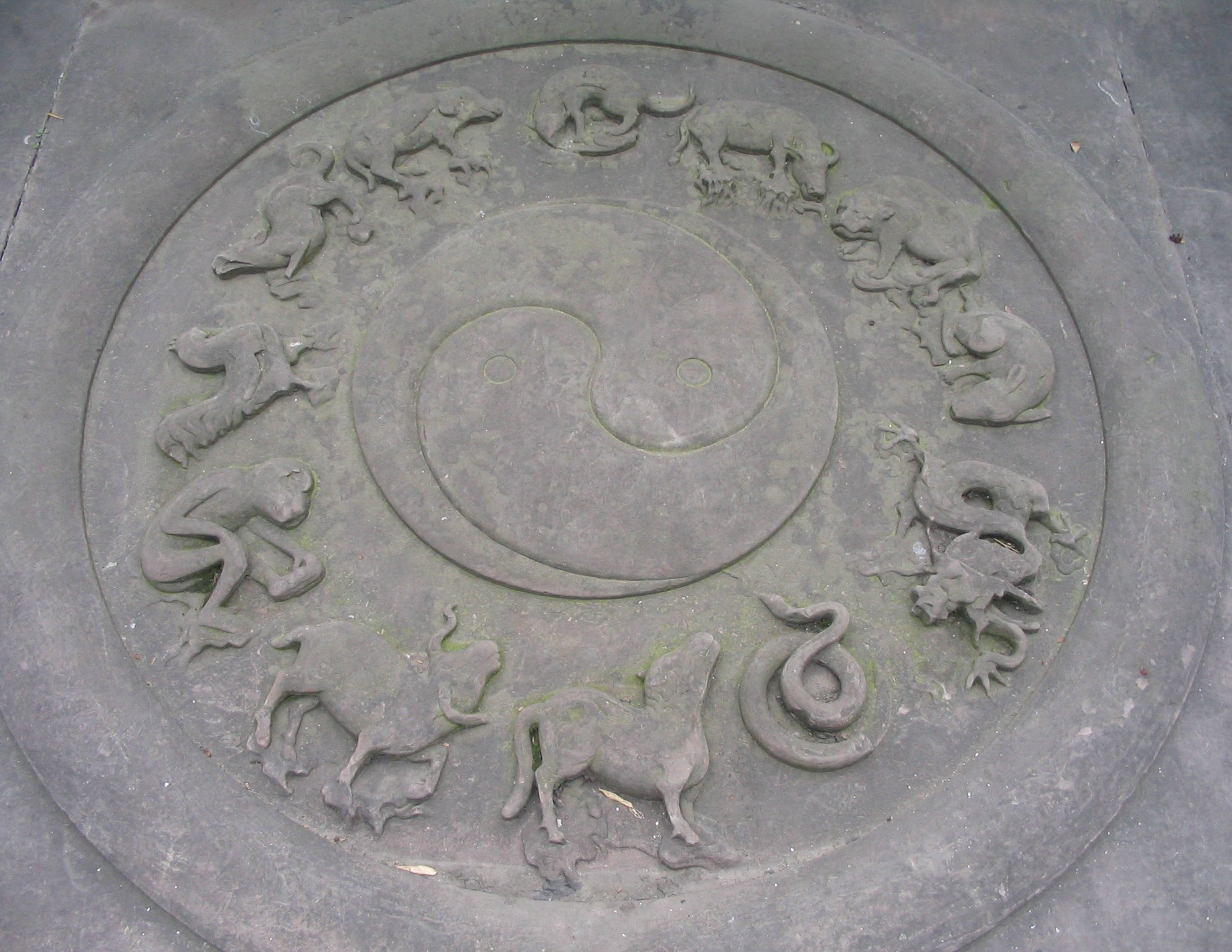
三清殿前的十二生肖雕刻
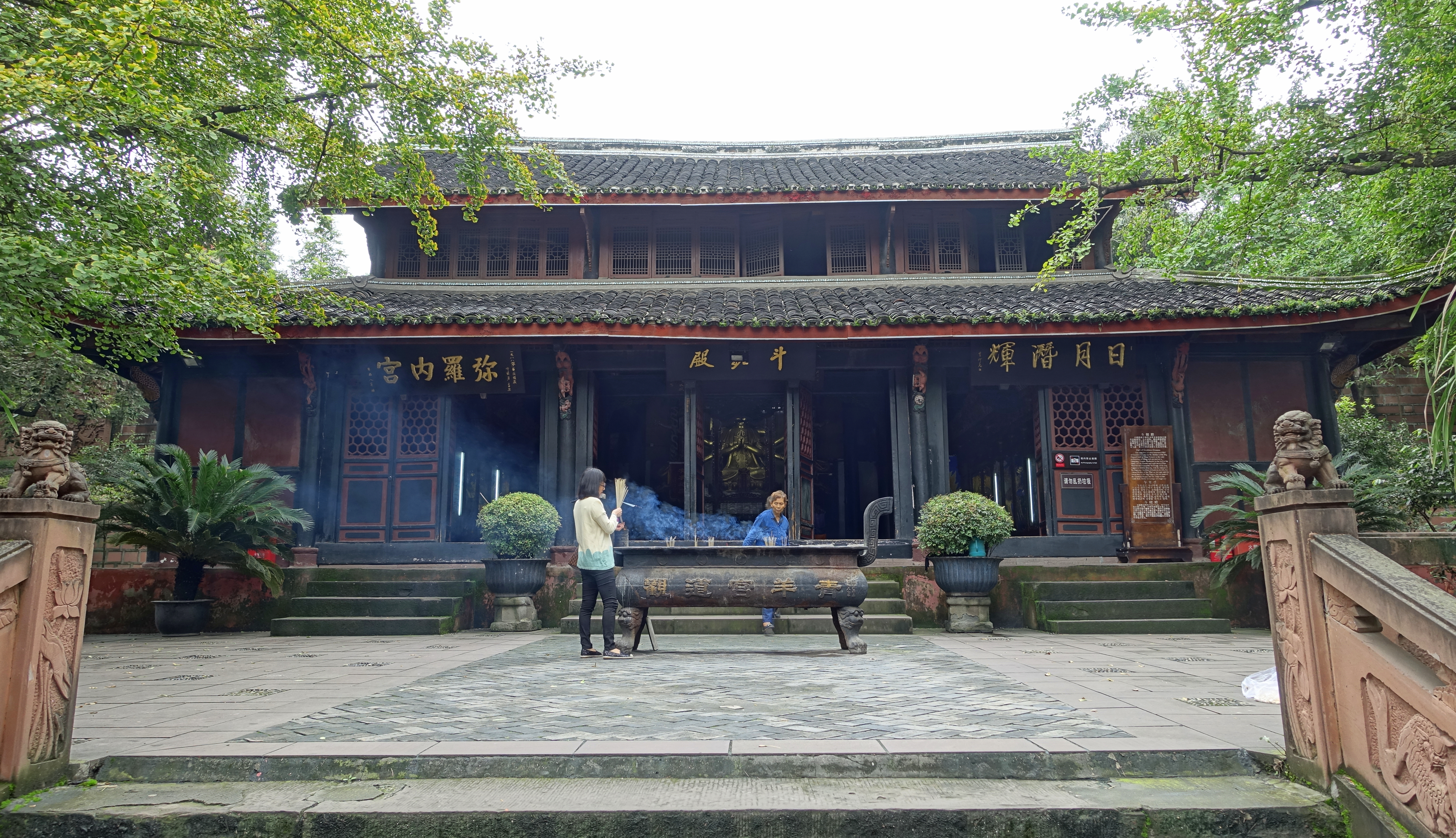
斗姆殿
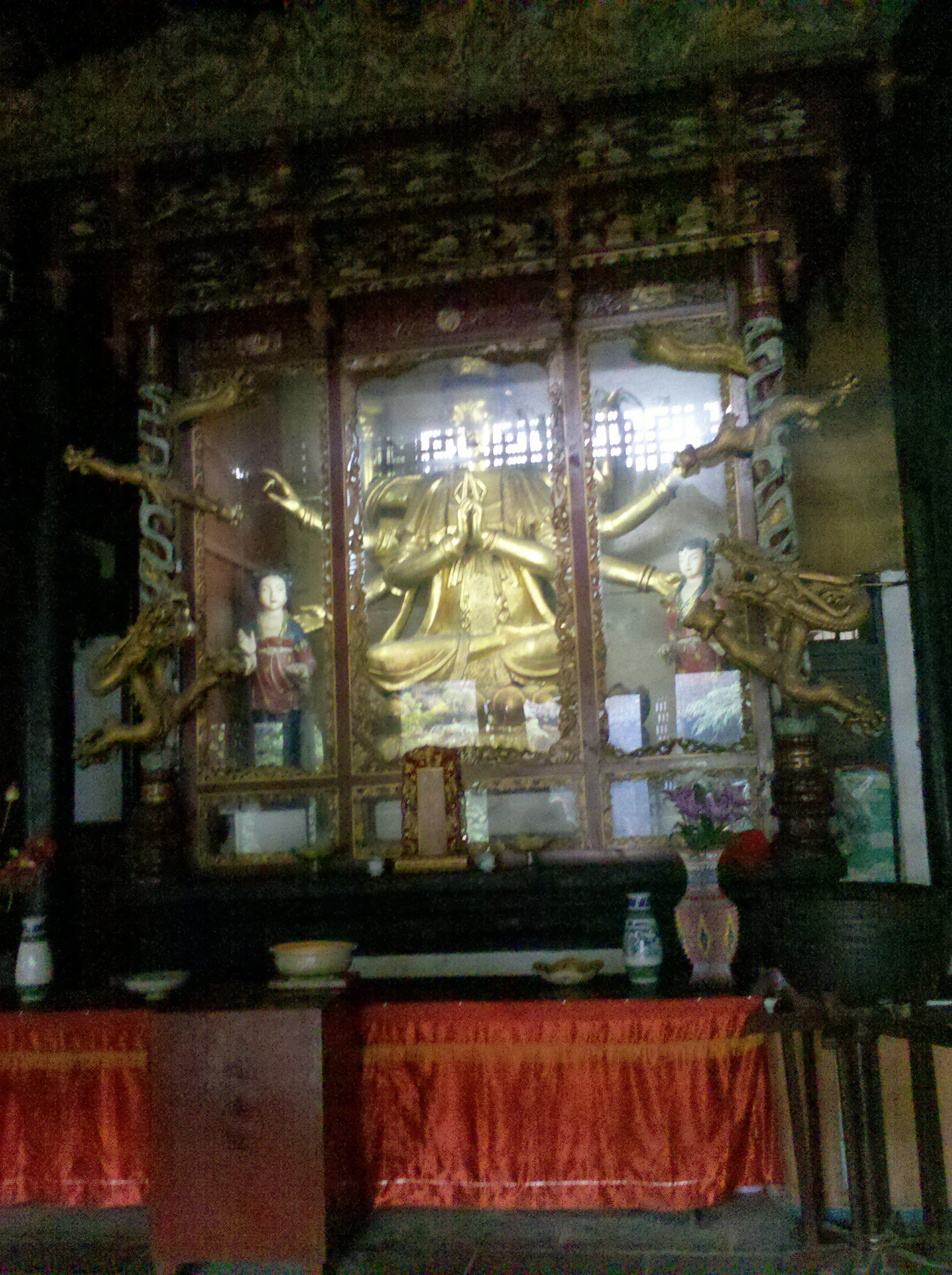
四头八臂斗姆
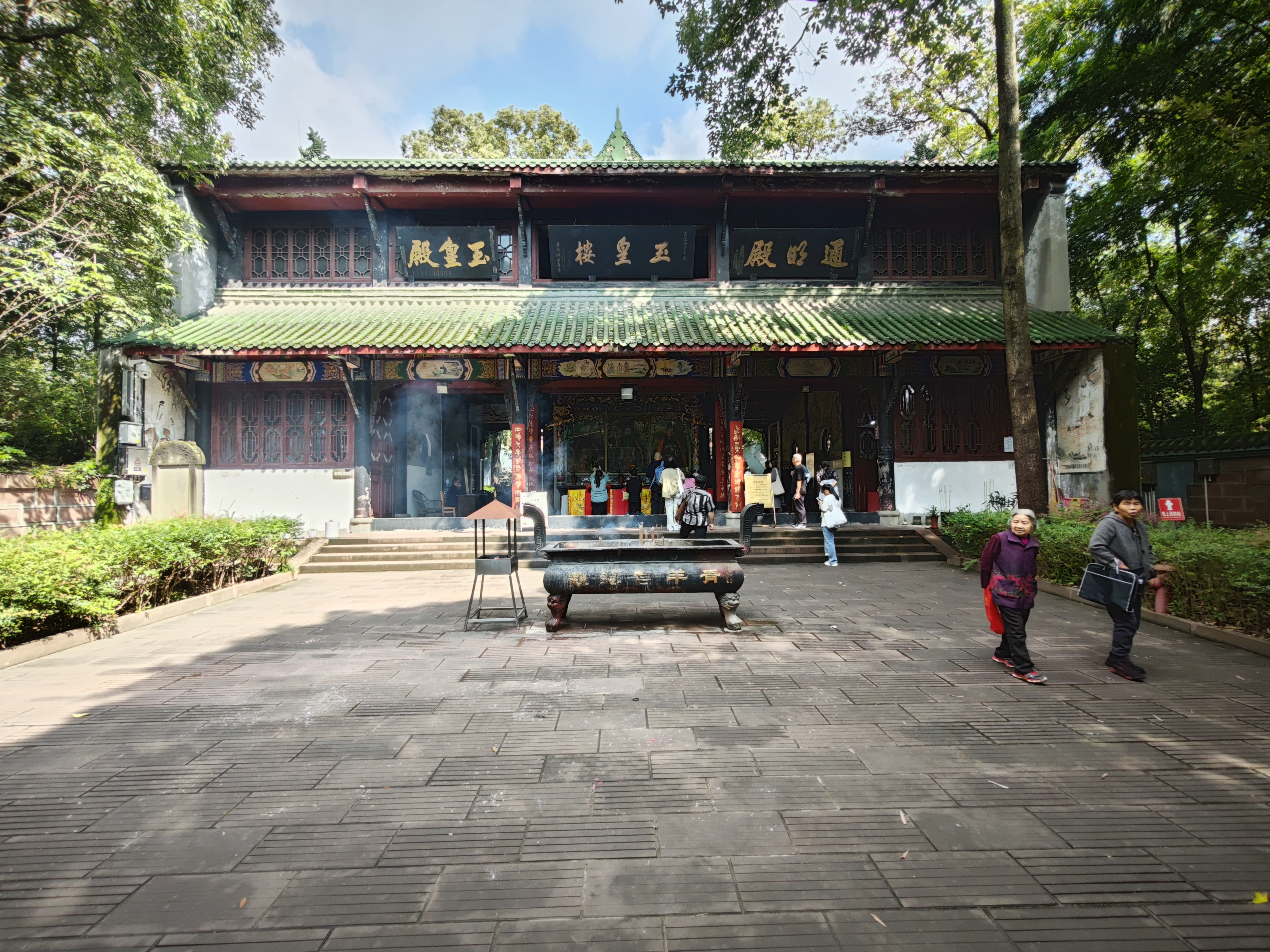
玉皇殿
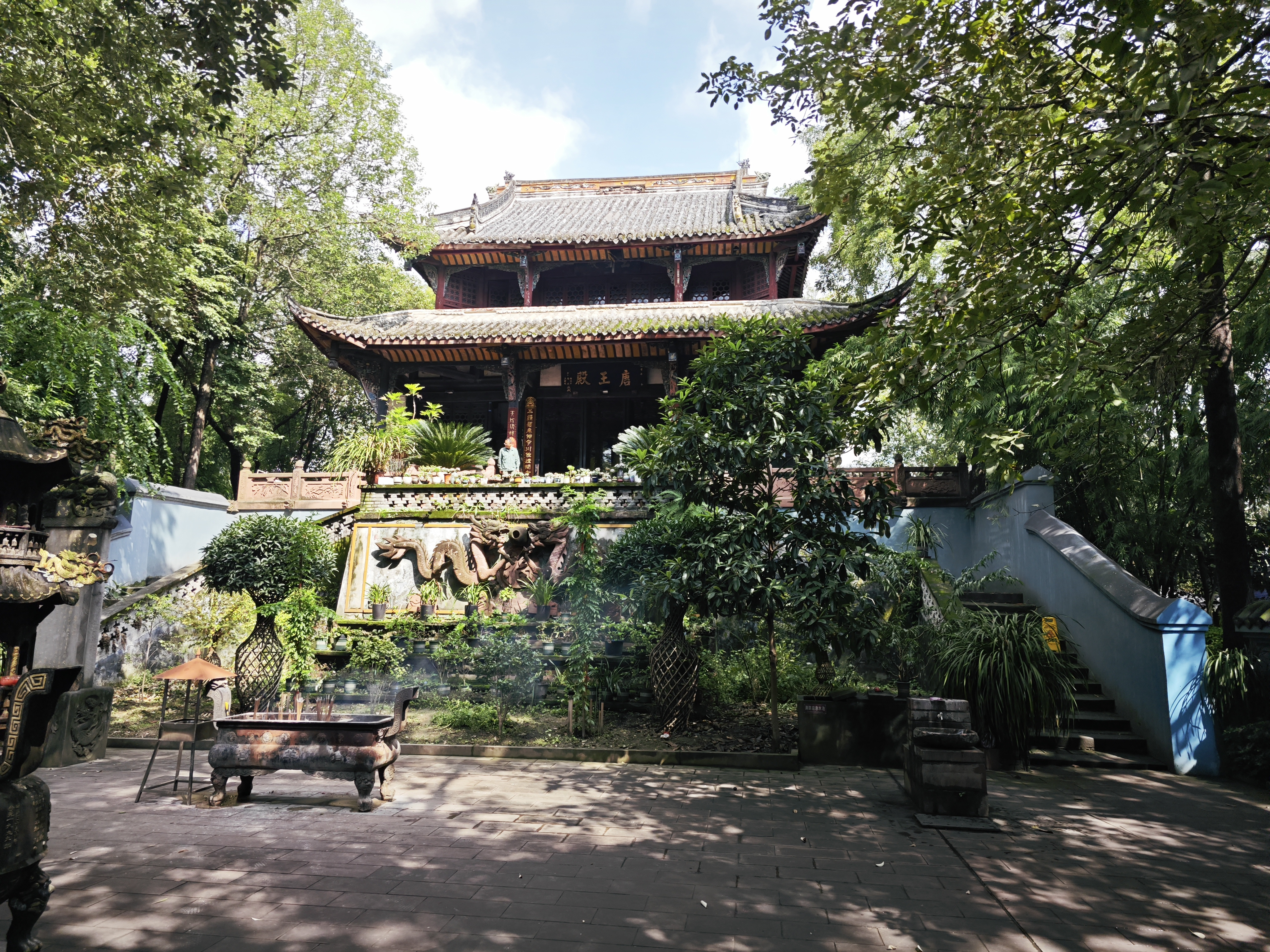
唐王殿